# Su-17 (1949)
Su-17 (ros. Су-17, Самолёт R) – radziecki doświadczalny myśliwiec frontowy, który w założeniu miał być zdolny do osiągania prędkości dźwięku w locie poziomym. Była to pierwsza na świecie maszyna, w której zastosowano system ewakuacji pilota, polegający na odstrzeliwaniu części dziobowej samolotu wraz z kabiną pilota. Po oddzieleniu się kapsuły, pilot mógł opuścić ją przy użyciu klasycznego wyrzucanego fotela. Wybudowano tylko jeden prototyp maszyny, który nigdy nie wzniósł się w powietrze, a cały program został anulowany.

## Historia
Projekt Su-17 powstał jako odpowiedź biura konstrukcyjnego OKB Suchoja na plany Rady Ministrów ZSRR budowy samolotu zdolnego do osiągnięcia w locie poziomym prędkości dźwięku. W 1948 roku Państwowa Komisja Makietowa zatwierdziła gotowy projekt maszyny oznaczonej kryptonimem „R”, zmienionym następnie na Su-17. Samolot odznaczał się typową konstrukcją dla ówczesnych radzieckich maszyn. Nowatorskim rozwiązaniem zastosowanym w Su-17 był system ewakuacji pilota. Myśliwiec był pierwszą na świecie maszyną z odstrzeliwaną od reszty kadłuba kapsułą ratunkową. Tworzył ją dziób samolotu wraz z kabiną pilota. System prowadnic zapewniał oddzielenie się kapsuły od reszty samolotu pod optymalnym kątem z prędkością 10–12 m/s. Taki układ zapewniał działanie całego systemu również podczas lotu nurkowego. Po oddzieleniu się od kadłuba kapsuła opadała na spadochronie z prędkością 640 km/h. W tym momencie pilot mógł opuścić kabinę wykorzystując do tego klasyczny fotel wyrzucany. Ideą, która przyświecała konstruktorom tworzącym taki system ewakuacji, była chęć zmniejszenia przeciążenia, jakie działało na ciało pilota podczas jego katapultowania się z samolotu. W przypadku opuszczenia samolotu podczas lotu z prędkością dźwięku siły działające na pilota mogą dochodzić do wartości 18 g. W przypadku opuszczania opadającej na spadochronie kapsuły przeciążenie nie przekraczało 5 g. Samolot od początku projektowany był w dwóch wersjach, prototypu pozbawionego uzbrojenia oraz wersji bojowej z dwoma działkami N-37 kalibru 37 mm, umieszczonymi po obydwu stronach u dołu kadłuba. Zapas amunicji wynosił 80 pocisków na działko. Wersja ta również mogła przenosić dwa podwieszane zbiorniki paliwa o pojemności 300 dm³. W odróżnieniu od prototypu posiadać miała również fotokarabin S-13, automatyczny celownik, instalację tlenową, radiostację RSIU-3, radiopółkompas RION, radiowysokościomierz niskiego pułapu RW-2 i urządzenie odzewowe. Prototyp maszyny był gotowy latem 1949 roku. Został on przewieziony na lotnisko Instytutu Badań Samolotów w Locie (Лётно-исследовательский институт) w Żukowski, gdzie Siergiej Anochin dokonał kilku próbnych kołowań maszyny. Niestety nie doszło do startu samolotu. Powodem były problemy techniczne jak również nieprzychylna Pawłowi Suchojowowi polityka władz. Specjaliści z Centralnego Instytutu Aero-Hydromechaniki (Центральный аэрогидродинамический институт) orzekli, że skrzydła Su-17 charakteryzują się zbyt małą sztywnością i podczas lotu z dużą prędkością mogą ulec skręceniu, należało zatem dokonać niezbędnych zmian konstrukcyjnych mających na celu wzmocnienie struktury skrzydeł, co wymagało dodatkowego czasu. 3 czerwca 1949 roku katastrofie uległ prototyp samolotu Su-15, był to już wystarczający dla decydentów powód, aby zakończyć cały program budowy Su-17, a biuro konstrukcyjne Pawła Suchoja rozwiązać.

## Konstrukcja
Su-17 był metalowym średniopłatem napędzanym pojedynczym silnikiem turboodrzutowym TR-3. Kadłub o konstrukcji półskorupowej. W jego dziobowej części mieścił się wlot powietrza do silnika oraz hermetyzowana kabina pilota. Przednia osłona kokpitu wykonana była ze szkła pancernego o grubości 100 mm, główna osłona otwierana na bok. Kabina osłonięta była płytami pancernymi o grubości od 7 do 38 mm. Za kabiną umieszczono trzy zbiorniki paliwa. Po obydwu stronach kadłuba znajdowały się wnęki podwozia głównego. W tylnej części kadłuba umieszczono silnik, a na kadłubie po obu jego stronach dwa płytowe hamulce aerodynamiczne. Skrzydło zaprojektowane w Centralnym Instytucie Aero-Hydromechaniki o skosie wynoszącym 50°. Na górnych powierzchniach skrzydeł znajdowały się grzebienie aerodynamiczne. Usterzenie poziome skośne, umieszczone w połowie wysokości usterzenia pionowego. Podwozie trójpodporowe z przednim podparciem chowane do wnęk umieszczonych w kadłubie.